# Bundesanstalt für Arbeitsschutz und Arbeitsmedizin

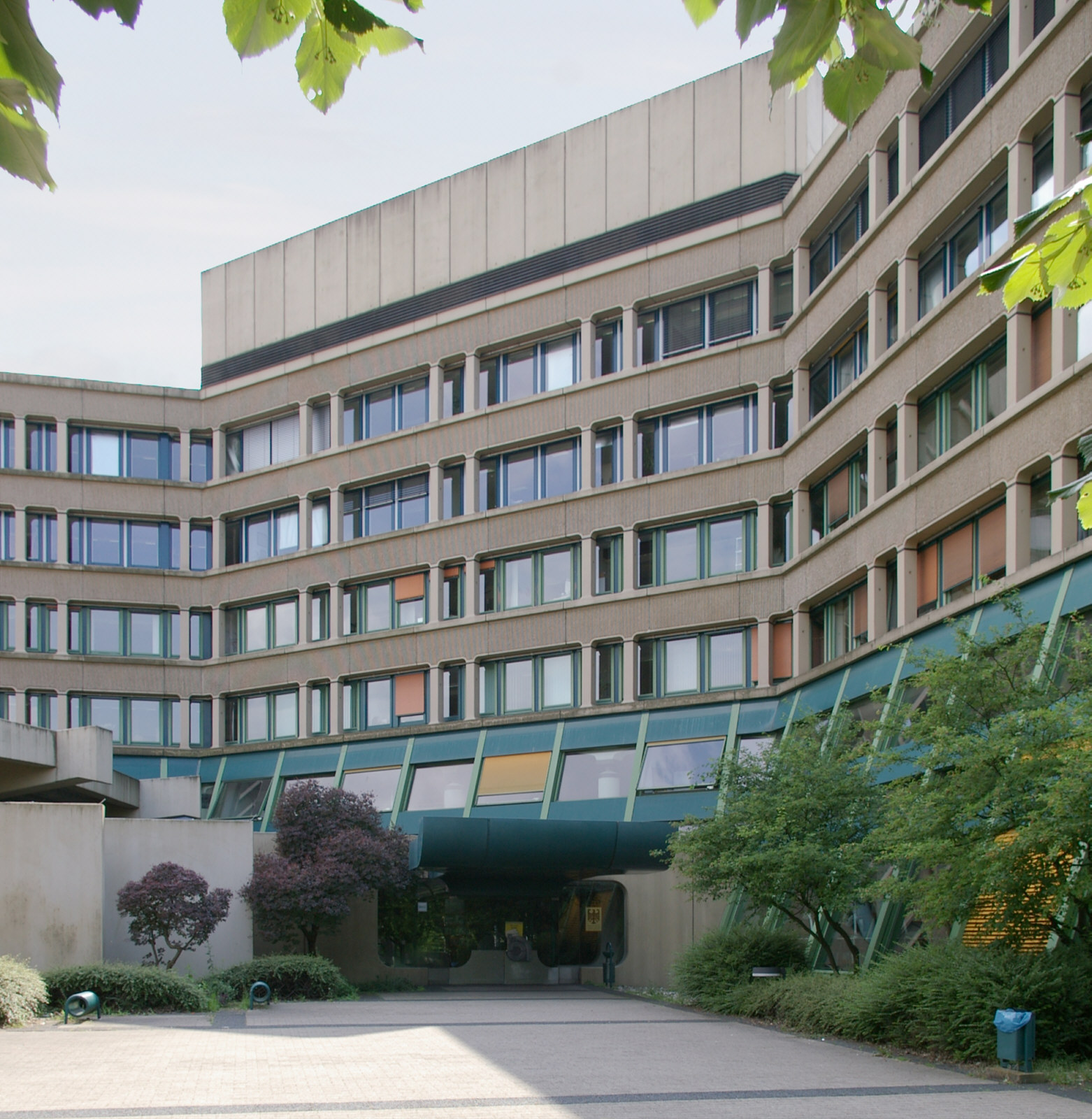
BAuA Dortmund

Die Bundesanstalt für Arbeitsschutz und Arbeitsmedizin (BAuA) ist eine nicht rechtsfähige Anstalt des öffentlichen Rechts mit Sitz in Dortmund und Standorten in Berlin und Dresden sowie einer Außenstelle in Chemnitz. Die BAuA berät das Bundesministerium für Arbeit und Soziales, dem sie als Bundesoberbehörde unmittelbar untersteht, in allen Fragen von Sicherheit und Gesundheit sowie der menschengerechten Gestaltung der Arbeit. Über 650 Beschäftigte sind in sechs Fachabteilungen sowie der DASA – Arbeitswelt Ausstellung tätig. Präsidentin der BAuA ist seit November 2007 Isabel Rothe.
Die Aufgaben der BAuA sind im §26 des Produktsicherheitsgesetzes ProdSG festgelegt. Außerdem ist sie seit 2021 Kontaktstelle und Administratorin für das europäische Informations- und Kommunikationssystem ICSMS.
Die Behörde berät als maßgebliche Ressortforschungseinrichtung des Bundes die Bundesregierung in allen Fragen von Sicherheit und Gesundheit bei der Arbeit und der menschengerechten Gestaltung der Arbeitsbedingungen.
Die Aufgaben umfassen die Politikberatung, die Bereitstellung von Informationen und Handlungshilfen für die betriebliche Praxis (siehe Leitmerkmalmethode), die Durchführung der dafür notwendigen praxisorientierten Forschung und Entwicklung sowie die Wahrnehmung hoheitlicher Aufgaben. Dazu gehören die Beobachtung und Analyse der Arbeitssicherheit, der Gesundheitssituation und der Arbeitsbedingungen in den Unternehmen sowie der Gefährdungen für die Gesundheit der Beschäftigten, die sich aus der Belastung und Beanspruchung durch Arbeitsmittel und Arbeitsstoffe, aus komplexen Arbeitsplatzeinflüssen oder Arbeitsabläufen ergibt. Die BAuA entwickelt Beiträge für die präventive Gestaltung von Arbeitsbedingungen sowie für die arbeitsmedizinische Vorsorge und Bekämpfung arbeitsbedingter Erkrankungen. Zur Erfüllung dieser Aufgaben führt die BAuA eigene Forschungsarbeiten durch oder vergibt Forschungsaufträge an Dritte.
Dem Transfer und der Umsetzung der gewonnenen Erkenntnisse in die betriebliche Praxis wird ein wichtiger Stellenwert beigemessen. Ein Informationszentrum gibt kostenlos Auskunft zu Fragen der betrieblichen Arbeitssicherheit.
Die BAuA betreibt durch die DASA – Arbeitswelt Ausstellung eine ständige Ausstellung, um die wissenschaftlichen Erkenntnisse der Öffentlichkeit zu präsentieren.
Der nationale REACH-Helpdesk ist bei der Bundesanstalt für Arbeitsschutz und Arbeitsmedizin (BAuA) eingerichtet.
Die BAuA führt die Geschäfte der Initiative Neue Qualität der Arbeit, der Gemeinsamen Deutschen Arbeitsschutzstrategie (GDA) sowie einer Vielzahl von Beratungsgremien: Ausschuss für Gefahrstoffe, Ausschuss für Biologische Arbeitsstoffe. Zudem ist laut dem Gesetz zur Regelung eines allgemeinen Arbeitslohns (Mindestlohngesetz – MiLoG) die Geschäftsstelle der Mindestlohnkommission an der Bundesanstalt angesiedelt.
Die BAuA ist Mitglied der Arbeitsgemeinschaft der Ressortforschungseinrichtungen.
Neben dem staatlichen Arbeitsschutz  gibt es auf nationaler Ebene als „zweite Säule im Arbeitsschutzsystem“ die Gesetzliche Unfallversicherung in Deutschland mit ergänzenden Aufgaben zum  Arbeitsschutz.

## Organisation
Die Bundesanstalt für Arbeitsschutz und Arbeitsmedizin teilt sich ein in fünf Fachbereiche, die das Themenfeld Sicherheit und Gesundheit bei der Arbeit sowie internationales Gefahrstoffrecht abdecken:

### Fachbereich 1 – „Arbeitswelt im Wandel“
Fachbereich 1 beschäftigt sich vorrangig mit übergreifenden Anfragen aus dem politischen Bereich, primär dem Bundesministerium für Arbeit und Soziales. In diesem Kontext ist er insbesondere im Bereich Sicherheit und Gesundheit bei der Arbeit zuständig, die sich aus dem Wandel der Arbeitswelt ergeben. Der Fachbereich selbst gliedert sich wiederum in die Gruppen „Arbeitszeit und Organisation“, „Arbeitsweltberichterstattung, Grundsatzfragen Internationales“ sowie die  Geschäftsstellen von „Initiative Neue Qualität der Arbeit“ (INQA) und der „Gemeinsamen Deutschen Arbeitsschutzstrategie“ (GDA). Außerdem beherbergt der Fachbereich die Geschäfts- und Informationsstelle für den Mindestlohnkommission und die Bundesfachstelle für Sicherheit und Gesundheit bei der Arbeit.

### Fachbereich 2 – „Produkte und Arbeitssysteme“
Er betätigt sich mit Forschungsaufgaben im Bereich Produktsicherheit bzw. der sicherheits- und gesundheitsgerechten Gestaltung technischer Produkte, insbesondere Arbeitsmittel, und sozio-technischer Arbeitssysteme. Neben Forschung und Entwicklung fallen der BAuA hier auch gesetzliche Aufgaben zu, wie Risikobewertung oder Bekanntmachungen der Untersagungsverfügungen und Normenverzeichnisse. Diese gesetzlichen Aufgaben erstrecken sich über Arbeitsmittel hinaus auch auf Verbraucherprodukte.

### Fachbereich 3 – „Arbeit und Gesundheit“
Fachbereich 3 bedient die Tätigkeitsschwerpunkte Gewährleistung und Erhaltung der Gesundheit am Arbeitsplatz und im Erwerbsleben. Weitere Themen sind der Strukturwandel der Arbeit und damit einhergehende neue Belastungskonstellationen; ebenso Weiterentwicklungen im Bereich Evidenzbasierte Arbeitsmedizin und statistischer Methoden.

### Fachbereich 4 – „Gefahrstoffe und Biostoffe“
Der Fachbereich 4 hat die Verbesserung des Schutzes der Beschäftigten bei Tätigkeiten mit
Gefahrstoffen und biologischen Arbeitsstoffen (Krankheitserregern) zur Aufgabe. Dazu beschreibt er stoffliche Risiken, bewertet sie und schlägt Maßnahmen vor, um die Risiken auf ein akzeptables Maß für die Beschäftigten zu senken. Ausgangspunkt sind Ergebnisse aus Forschung und Entwicklung (FuE). Auch hier fallen der BAuA gesetzliche Aufgaben zu. Rechtsgrundlage bilden hierfür die EU-Verordnung zur Regulation von Industriechemikalien (REACH), die Verordnung zur Einstufung, Kennzeichnung und Verpackung von Chemikalien (CLP) sowie das Chemikaliengesetz zum Inverkehrbringen von Biozidprodukten.

### Fachbereich 5 – „Bundesstelle für Chemikalien“
führt die Aufgaben nach dem Chemikaliengesetz als Bundesstelle für Chemikalien (BfC) durch. Sie ist dabei zum Schutz von Mensch und Umwelt vor Chemikalien tätig. Die Bundesstelle für Chemikalien ist die zuständige deutsche Behörde zur Umsetzung der Verordnung (EG) Nr. 1907/2006 (REACH) zur Registrierung, Bewertung, Zulassung und Beschränkung chemischer Stoffe (REACH) und der Verordnung (EG) Nr. 1272/2008 (CLP) über die Einstufung, Kennzeichnung und Verpackung von Stoffen und Gemischen (CLP). Im Rahmen ihrer Zuständigkeit für die Verordnung (EU) Nr. 528/2012 (Biozid-Verordnung) über die Bereitstellung auf dem Markt und die Verwendung von
Biozid-Produkten bewertet sie biozide Wirkstoffe und bearbeitet/bescheidet Anträge auf Zulassung oder Beschränkung von Biozid-Produkten. Der Fachbereich 5 arbeitet in diesen Verfahren mit den anderen beteiligten Bundesbehörden zusammen, erstellt die Gesamtposition und vertritt diese nach außen gegenüber der ECHA und der EU-Kommission.

## Arbeits- und Forschungsprogramm der BAuA
Grundlage des strategischen Forschungs- und Entwicklungsmanagements der BAuA sind selbst auferlegte und zeitlich festgelegte Forschungsprogramme. Die wechselnden Dachthemen bauen dabei fortlaufend aufeinander auf. Entstehende Daten werden über ein Forschungsdatenzentrum bereitgestellt.
Die Aktivitäten in Forschung und Entwicklung im Rahmen des Programms 2022 bis 2025 beziehen sich auf folgende strategische Handlungsfelder:
1. Anwendungssichere Chemikalien und Produkte gewährleisten
2. Arbeit im Betrieb menschengerecht gestalten
3. Förderung von Gesundheit und Arbeitsfähigkeit - Prävention arbeitsbedingter Erkrankungen
4. Auswirkungen des Wandels der Arbeitswelt verstehen und Instrumente des Arbeitsschutzes weiterentwickeln
5. Schwerpunkt „Sicherheit und Gesundheit in der digitalen Arbeitswelt“
6. Schwerpunkt „Schnittstelle Infektionsschutz - Arbeitsschutz“

## Standorte

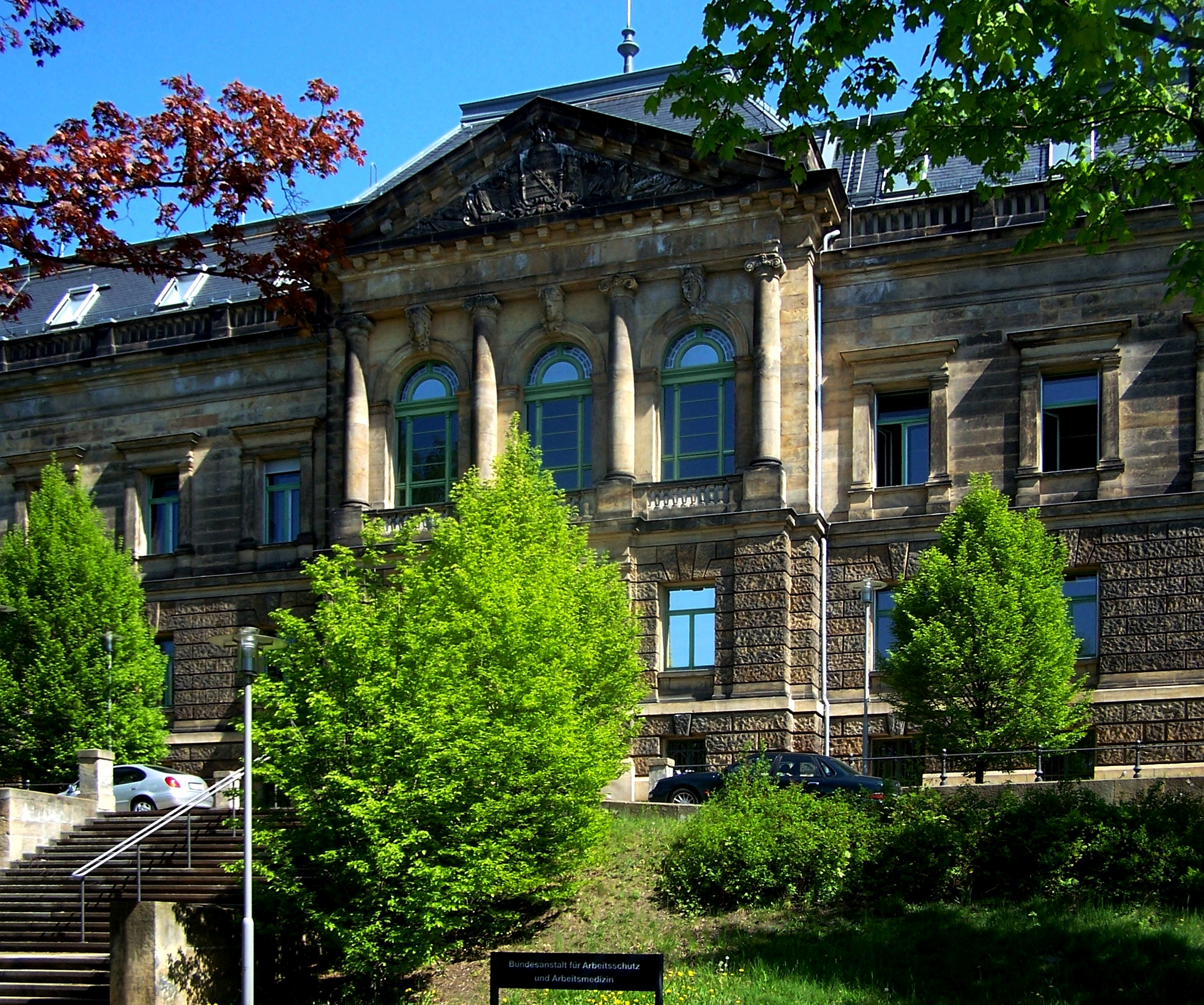
Standort Dresden in einem ehemaligen Gerichtsgebäude der Albertstadt

Die Bundesanstalt verfügt neben ihrem Sitz in Dortmund (Friedrich-Henkel-Weg 1–25) über zwei Standorte in Berlin-Lichtenberg (Nöldnerstraße 40–42) und der Dresdner Albertstadt (Fabricestraße 8). Des Weiteren gibt es eine Nebenstelle in Chemnitz (Jagdschänkenstraße 33).